# Bonifacius (trein)
De Bonifacius was een internationale trein tussen Amsterdam en Keulen en is genoemd naar Bonifatius, een missionaris die zowel in Duitsland als Nederland actief was en in Dokkum werd gedood.

## EuroCity
Op 2 juni 1991 werd in Duitsland de InterCityExpress in gebruik genomen. Voor de verbinding Amsterdam - Keulen werd toen een twee uursfrequentie ingevoerd. De twee EuroCity's naar Zwitserland vielen buiten deze reorganisatie, maar de twee andere EuroCity's, EC Erasmus en EC Frans Hals werden deel van deze twee uursdienst. Voor het uitvoeren van de dienstregeling waren zeven treinparen nodig, zodat er vijf nieuwe EuroCity's, waaronder de EC Bonifacius, werden toegevoegd. De betrokken treinen werden genummerd van 140 t/m 153. De nummering vond plaats in de volgorde van dienstuitvoering, waarbij de treinen uit Keulen de even nummers en die uit Amsterdam de oneven nummers kregen. De EC Bonifacius kreeg hierbij de nummers EC 141 en EC 152. De trein werd gereden met getrokken rijtuigen van de
DB.

### Route en dienstregeling
| EC 152 | Land      | Station        | Km | EC 141 |
| ------ | --------- | -------------- | -- | ------ |
| 21:17  | Duitsland | Köln Hbf       |    | 08:42  |
| 21:42  | Duitsland | Düsseldorf Hbf |    | 08:13  |
| 21:56  | Duitsland | Duisburg Hbf   |    | 08:08  |
| 22:12  | Duitsland | Oberhausen Hbf |    | 08:02  |
| 22:32  | Duitsland | Emmerich       |    | 07:32  |
| 22:55  | Nederland | Arnhem         |    | 07:13  |
| 23:29  | Nederland | Utrecht        |    | 06:38  |
| 23:57  | Nederland | Amsterdam      |    | 06:02  |

Op 4 november 2000 reed de EC Bonifacius voor het laatst en op 5 november werd de treindienst voortgezet door ICE-3M-treinstellen.